# Scherpe zegge
De scherpe zegge (Carex acuta) is een overblijvend kruid uit de cypergrassenfamilie (Cyperaceae).

## Determinatie
De plant wordt 50–150 cm hoog en heeft lange wortelstokken. De onderste bladscheden zijn lichtbruin van kleur en vaak rood aangelopen. De grasgroene bladeren zijn 2–7 mm breed en hebben alleen aan de onderkant rijen huidmondjes, die als witte puntjes zichtbaar zijn.
De plant bloeit in mei en juni. Het onderste schutblad is meestal langer dan de bloeiwijze. De plant heeft twee tot vier mannelijke en twee tot vier zwartbruine, vrouwelijke aren. De mannelijke aren zitten meestal boven de vrouwelijke aren. De vrouwelijke aren zijn 3–9 cm lang. Het vruchtbeginsel heeft twee stempels. De opgeblazen urntjes zijn 2–3 mm lang en zijn een soort schutblaadjes die geheel om de vruchten zitten. Ze zijn geelgroen of bruinachtig van kleur met lange vruchtsnavels en er zit een mierenbroodje op het urntje.
De vrucht is een eenzadig nootje. Het aantal chromosomen 2n = 74 of 84.
De soort lijkt op de zwarte zegge (Carex nigra), maar heeft grasgroene in plaats van grijsgroene bladeren en de droge bladeren rollen naar beneden om in plaats van naar boven, omdat de huidmondjes alleen aan de onderkant voorkomen. Ook is het onderste schutblad langer dan bij de zwarte zegge.

## Ecologie
De scherpe zegge komt voor langs waterkanten, in moerassen en in natte loofbossen.

### Plantensociologie

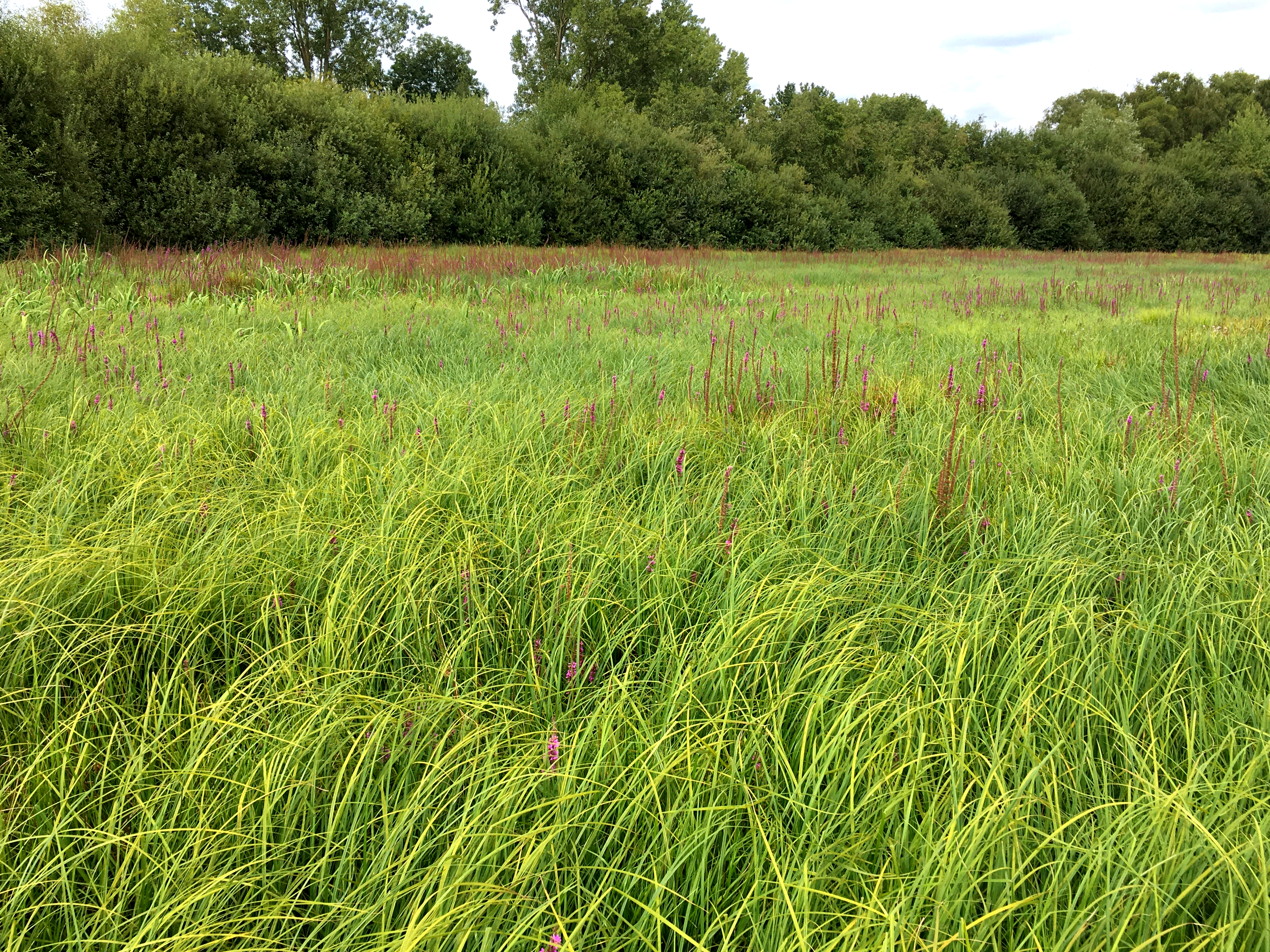
Een moeras van de associatie van scherpe zegge.

Scherpe zegge is een kensoort van de associatie van scherpe zegge (Caricetum gracilis).

## Verspreiding
De plant komt van nature voor in Europa. De soort staat op de Nederlandse Rode lijst van planten als algemeen voorkomend en stabiel of toegenomen.

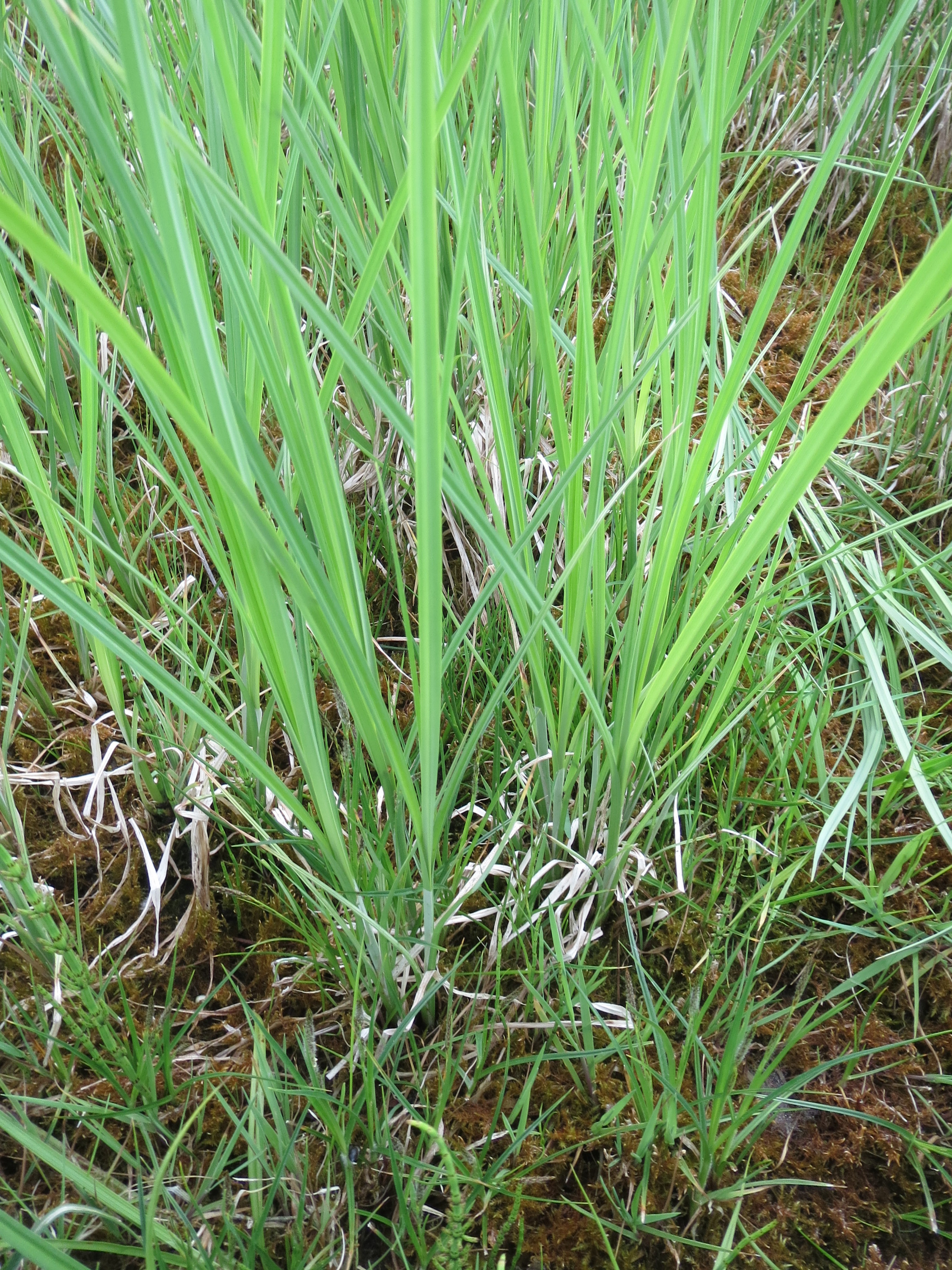
Planten
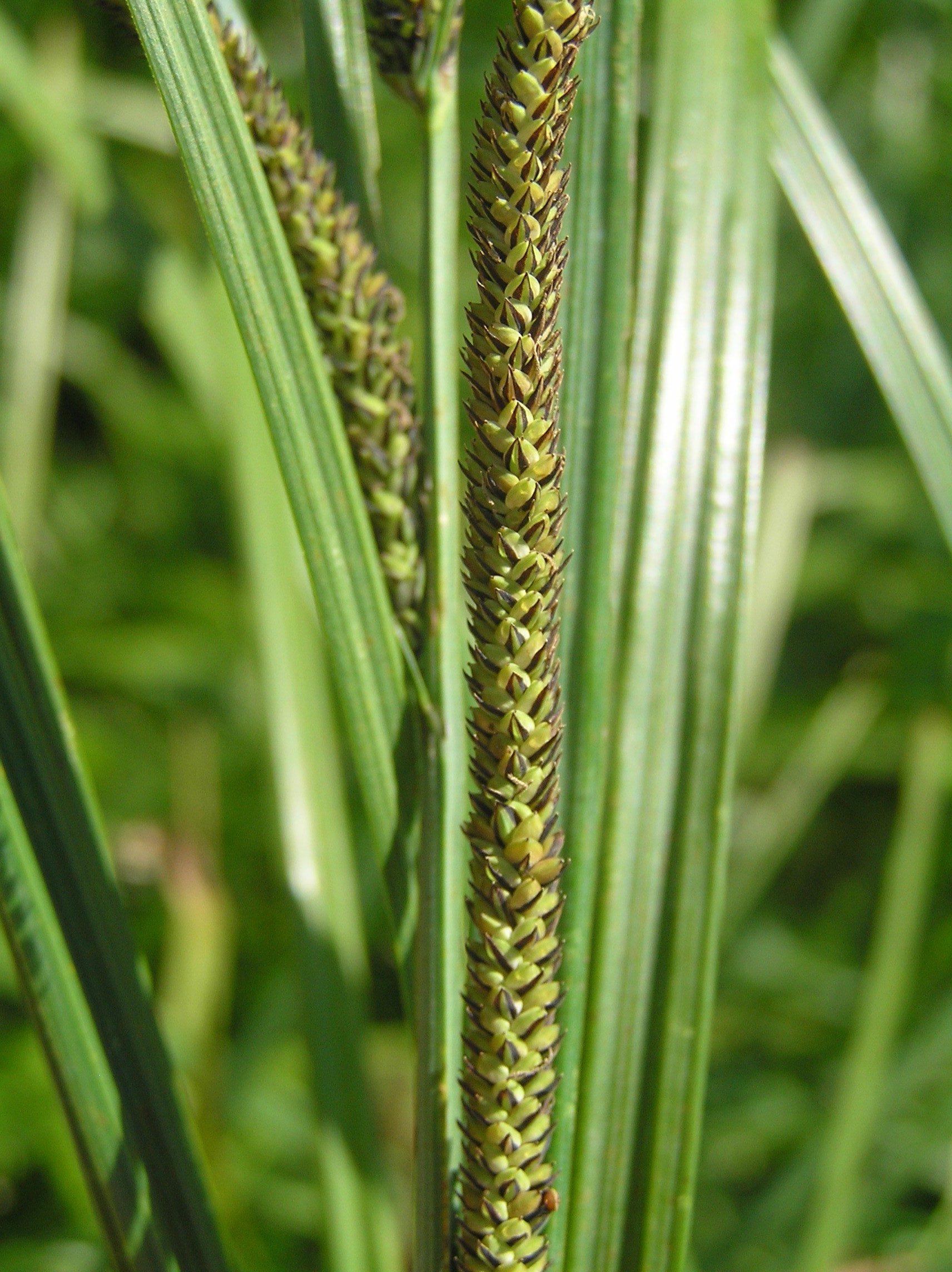
Vrouwelijke aar
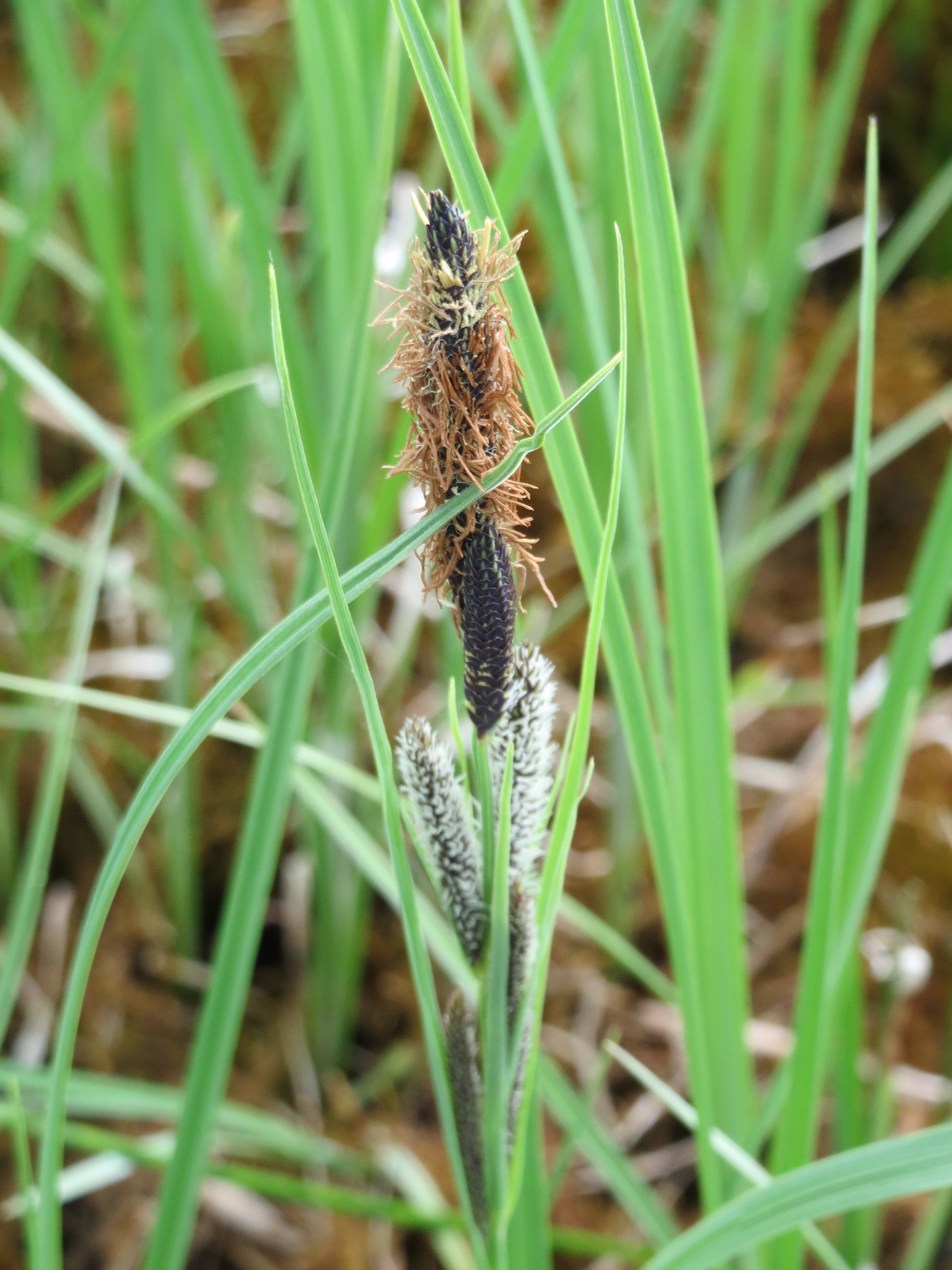
Mannelijke aar
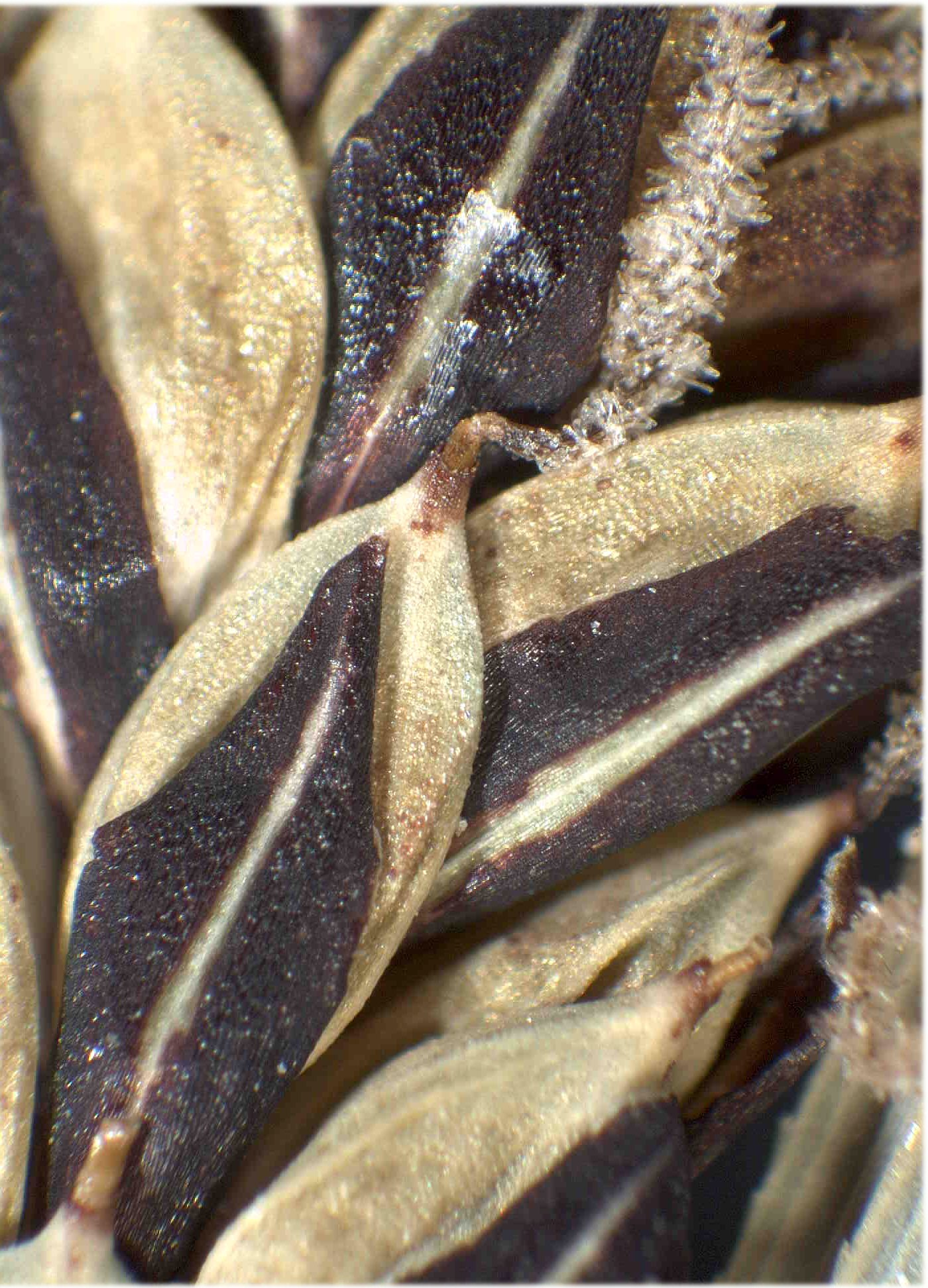
Vrouwelijk aartje
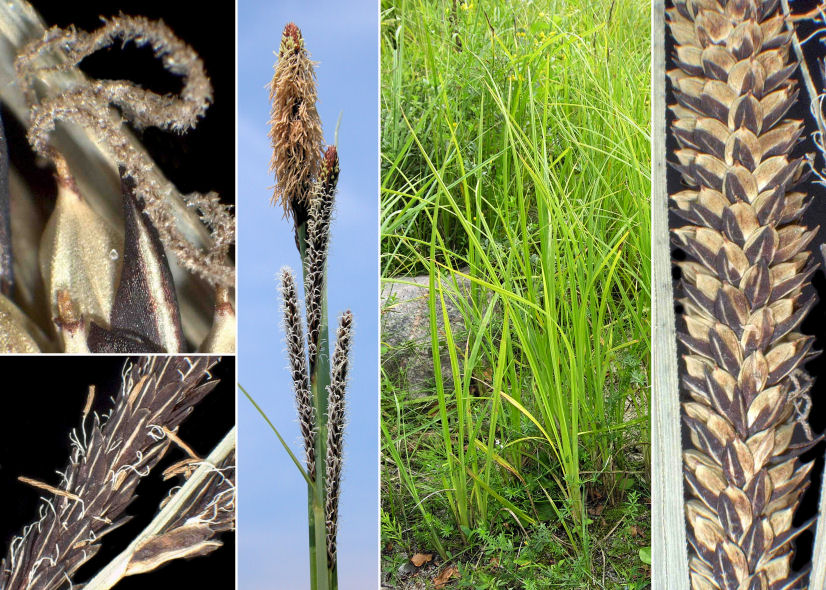
Collage
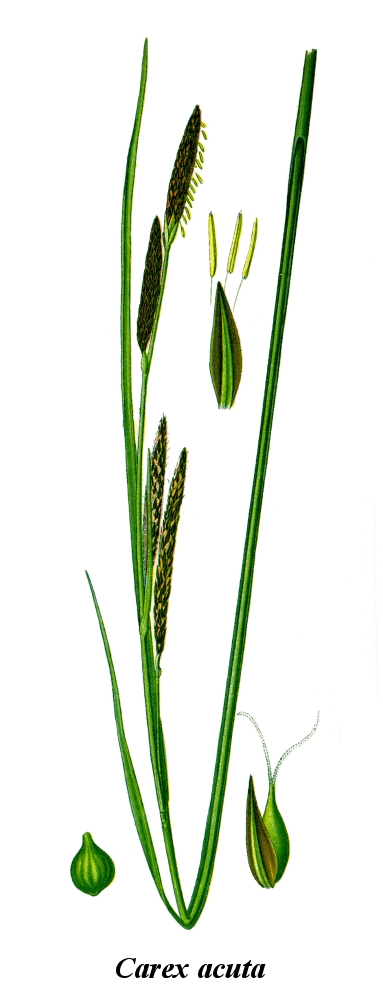